# Micheál Martin
Micheál Martin (* 16. srpna 1960 Cork) je irský politik, od ledna 2025 taoiseach – irský premiér, který již úřad zastával v období 2020–2022. V letech 2022 až 2025 byl tánaiste – místopředseda vlády, ministr zahraničních věcí a ministr obrany Irska. Od ledna 2011 je vůdcem Fianna Fáil. Od roku 1989 zasedá v dolní komoře Dáilu za corský jihocentrální obvod. Z pozice lídra nejsilnější nevládní strany byl v letech 2011–2020 vůdcem opozice.
V místní politice zastával mezi roky 1992–1993 funkci starosty Corku. Jako ministr irských vlád měl postupně v gesci vzdělání a vědu (1997–2000), zdravotnictví a děti (2000–2004), podnikání, obchod a zaměstnanost (2004–2008), zahraniční věci (2008–2011) a ve svém kabinetu také zemědělství (2020).

## Soukromý život
Narodil se roku 1960 v jihoirském Corku jako třetí z pěti sourozenců. Vyrostl v přilehlé oblasti Turners Cross, spadající do volebního obvodu, který od roku 1989 zastupoval ve sněmovně. Otec Paddy Martin (1923–2012) byl voják irské armády, zaměstnanec státního veřejného dopravce CIÉ a boxer s mezinárodní kariérou. Matka Eileen „Lana“ Corbettová žila v letech 1929–2010. Nejstarší bratr Seán i premiérovo dvojče Pádraig vstoupili do místní politiky v Corku. Naopak dvě mladší sestry, Eileen a Máiréad, se v politice nikdy neangažovaly. Po ukončení střední školy Coláiste Chríost Rí (Christ the King College) pokračoval studiem umění na University College Cork.
Politicky aktivním začal být v době vysokoškolského studia. Stal se předním členem mládežnické organizace Ógra Fianna Fáil, jíž později předsedal. Po zisku bakalářského titulu pokračoval magisterským studiem politické historie. Následně začal vyučovat na chlapecké a katolické střední škole Presentation Brothers College v Corku.
Na univerzitě navázal partnerský vztah s Mary O'Sheaovou, s níž se oženil v roce 1989, kdy se stal poslancem. Do manželství se narodilo pět dětí. V říjnu 2010 zemřela nejmladší sedmiletá dcera Léana na srdeční onemocnění v londýnské nemocnici Great Ormond Street Hospital. O jedenáct dříve zemřel v dětském věku také syn Ruairí.
V roce 2009 knižně publikoval diplomovou práci Freedom to Choose: Cork and Party Politics in Ireland 1918–1932.

## Politická kariéra
Jako první ministr zdravotnictví na světě prosadil od března 2004 zákaz kouření ve všech uzavřených prostorách včetně irských restaurací a barů. Rovněž tak zajistil vznik Úřadu pro zdravotní péči (Health Service Executive), zodpovědného za řízení všech typů veřejné zdravotní péče v Irsku. Během cesty do Latinské Ameriky v roli ministra zahraničí v únoru 2009, se stal prvním irským ministrem, který oficiálně navštívil Kubu. V září téhož roku odletěl vyjednávat do Chartúmu se súdánskou vládu ve věci dárfúrského únosu humanitárních pracovnic organizace GOAL, Irky Sharon Comminsové a Uganďanky Hildy Kawukiké. V roce 2010 se stal prvním ministrem zahraničí západního světa, jenž navštívil Pásmo Gazy od roku 2007, kdy nad ním převzalo kontrolu palestinské islamistické hnutí Hamás.
V lednu 2011 rezignoval na úřad ministra zahraničí a po odstoupení Briana Cowena byl zvolen osmým vůdcem strany Fianna Fáil. V parlamentních volbách 2011 dovedl pak stranu k nejhoršímu výsledku v její 85leté historii, když v Dáilu ztratila 51 křesel odpovídající zisku 17,4 % platných hlasů. Zlepšení následovalo v parlamentních volbách 2016 po více než zdvojnásobení mandátů z 21 na 44. Parlamentní volby 2020 pak znamenaly těsné vítězství s 38 křesly, o jeden mandát více než druhá Sinn Féin. Fianna Fáil pod jeho vedením vytvořila středopravicovou koaliční vládu s Fine Gael a Stranou zelených. Odvěcí rivalové střídající se od 30. let dvacátého století v kabinetu, Fianna Fáil a Fine Gael, se poprvé v historii dohodli na vládní spolupráci. Součástí dohody byla plánovaná výměna premiéra mezi těmito dvěma stranami v polovině volebního období, na konci roku 2022.
Po vítězných parlamentních volbách 2024 sestavil koaliční vládu dvou pravostředových subjektů, Fianna Fáil (48 mandátů) a výsledkově třetí Fine Gael (37), s podporou 10 nezávislých, kteří dodali potřebné hlasy namísto Zelených podílejících se na prvním kabinetu. Na počátku volebního období tak vláda disponovala většinou 95 křesel ve 174členném parlamentu. Martin byl zákonodárci podruhé zvolen premiérem v lednu 2025. Stejně jako během prvního výkonu funkce jej měl dle dohody v polovině premiérského mandátu – během listopadu 2027 – vystřídat Simon Harris, předseda Fine Gael.